# Neuenhof (Lohmar)
Neuenhof ist ein Hof in Lohmar im Rhein-Sieg-Kreis in Nordrhein-Westfalen.

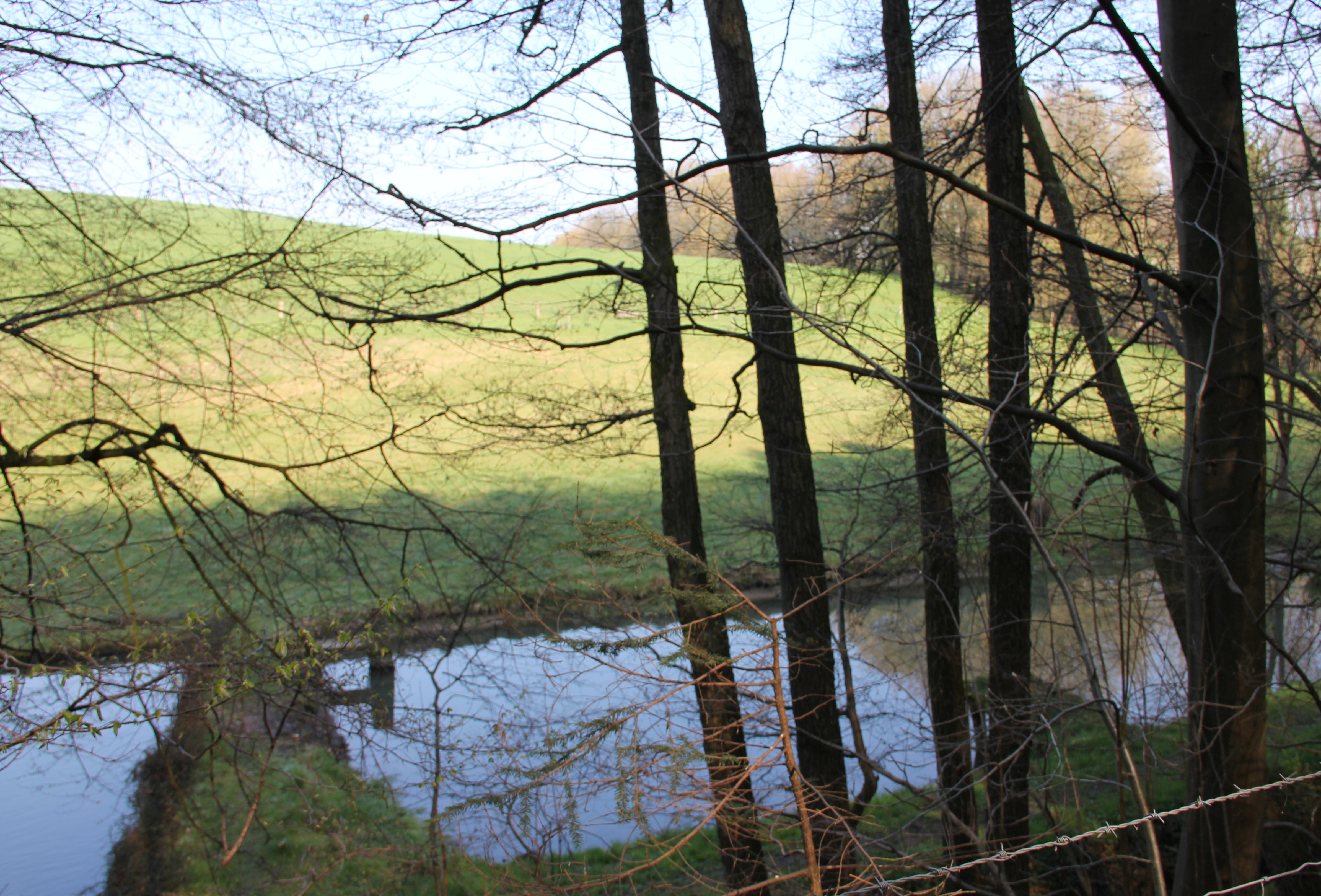
Fischteiche in Neuenhof

## Geographie
Neuenhof liegt im Nordwesten von Lohmar. Umliegende Ortschaften und Weiler sind Schiefelbusch und Wickuhl im Norden, Meinenbroich, Honrath, Stumpf, Weilerhohn, Rosauel, Wahlscheid und Scheid im Nordosten, Spechtsberg und Wahlscheid im Osten, Wahlscheid, Schiffarth und Oberscheid im Südosten, Muchensiefen im Süden, Gammersbacher Mühle und Rodderhof im Südwesten, Gammersbach und Burg Schönrath im Westen sowie Kleinhecken, Schiefelbusch und Dachskuhl im Nordwesten.

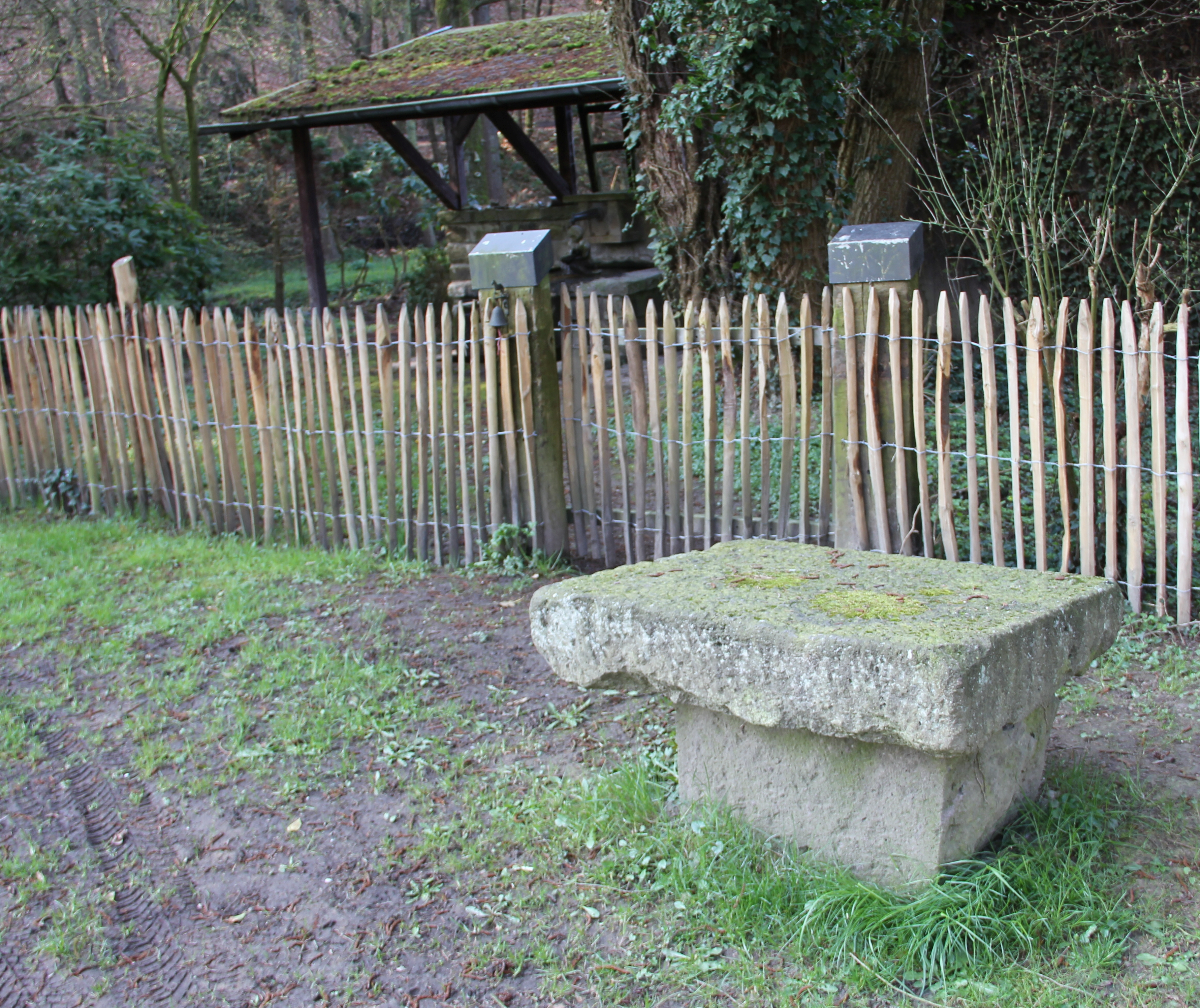
Steintisch vor den Fischteichen lädt zur Rast ein

## Gewässer
Westlich von Neuenhof fließt der Gammersbach, ein orographisch linker Nebenfluss der Sülz.

## Verkehr / Wanderwege
Neuenhof liegt westlich zur Landesstraße L 84.
Der Rundwanderweg A3 ab Honrath des Sauerländischen Gebirgsvereins (SGV) und der Bergische Streifzug Nr. 18 „Bauernhofweg“ führen durch Neuenhof.